# Matteo Bruni
Matteo Bruni, (Winchester, 23 de noviembre de 1976) es un periodista angloitaliano. Director de la Oficina de Prensa de la Santa Sede desde julio de 2019. 

## Biografía
Licenciado en Lengua y Literatura Moderna por la Universidad de Roma La Sapienza. Trabajó durante diez años en la Santa Sede, dirigiendo el equipo que gestionaba el sistema de acreditaciones de los periodistas, y asumiendo diversas cuestiones logísticas relacionadas con la prensa durante los viajes internacionales del Papa.
El Papa Francisco le nombró en julio de 2019 director de la Sala de prensa, en sustitución de Alessandro Gisotti.
Anteriormente, en enero de 2019, se habían incorporado a la oficina de prensa tres nuevos asesores: la periodista francoitaliana Romilda Ferrauto, exjefa de la sección francesa de Radio Vaticana y asistente de la Oficina de Prensa en las últimas cinco Asambleas Generales del Sínodo de los obispos; la estadounidense hermana Bernadette Reis, redactora de Vatican News y asesora de la Comisión de Comunicación de la Unión Internacional de Superioras Generales (UISG) y el periodista peruano Raúl Cabrera Pérez, antiguo redactor de Radio Vaticana y colaborador de la Comisión de Información en el Sínodo de los Obispos sobre la Juventud.
Cercano a la Comunidad de Sant'Egidio, Bruni está casado y tiene una hija. Habla cuatro idiomas: italiano, inglés, español y francés.